# Wahlkreis Barmbek – Uhlenhorst – Dulsberg
Der Wahlkreis 9 Barmbek – Uhlenhorst – Dulsberg ist ein Wahlkreis zur Wahl der Hamburgischen Bürgerschaft. Er ist nach dem Hamburger Wahlrecht ein Mehrmandatswahlkreis, in dem fünf Bürgerschaftsabgeordnete in Direktwahl oder nach Wahlkreislisten gewählt werden. Bis einschließlich 2011 war er auch ein Wahlkreis zur Wahl der Bezirksversammlung im Bezirk Hamburg-Nord.
Der Wahlkreis umfasst die Stadtteile Uhlenhorst, Hohenfelde, Barmbek-Süd, Dulsberg und Barmbek-Nord. Er liegt nördlich des Hamburger Stadtzentrums. Benachbarte Wahlkreise sind Fuhlsbüttel – Alsterdorf – Langenhorn im Norden, Bramfeld – Farmsen-Berne und Wandsbek im Osten, Hamburg-Mitte im Süden, Eppendorf – Winterhude und Rotherbaum – Harvestehude – Eimsbüttel-Ost im Westen.

## Strukturdaten
Im Wahlkreis leben knapp 123.000 Menschen, davon sind gut 92.000 wahlberechtigt. Die Wahlbeteiligung lag bei den vergangenen Bürgerschaftswahlen 2020 mit 64,2 Prozent knapp über der Gesamtbeteiligung in Hamburg mit 63,0 Prozent.
Die Bevölkerungsdichte im Wahlkreis beträgt 10694 Einwohner/km² und liegt damit sehr deutlich über dem Hamburger Durchschnitt von 2294 Einwohner/km². Barmbek – Uhlenhorst – Dulsberg gehört durch seine Lage in der Inneren Stadt Hamburgs zu den dichtbesiedeltsten Wahlkreisen. Die unter 18-Jährigen bilden einen Anteil von 9,9 Prozent an der Gesamtbevölkerung (Hamburg 15,7 Prozent), die über 65-Jährigen 17,2 Prozent (18,8 Prozent). Der Ausländeranteil bewegt sich mit 15,1 Prozent leicht über dem Durchschnitt von 14,8 Prozent. Der Anteil ausländischer Schüler beträgt 21,8 Prozent gegenüber 15,6 Prozent in ganz Hamburg.
In der Sozialstruktur zeichnet sich der Wahlkreis durch einen durchschnittlichen Anteil von Leistungsempfängern nach dem Zweiten Buch Sozialgesetzbuch (Arbeitslosengeld II, sogenanntes Hartz IV), eine höhere Arbeitslosenquote und einen sehr niedrigen Anteil von Sozialwohnungen aus. 3,6 Prozent aller Wohnungen sind Sozialwohnungen (Hamburg 13,2 Prozent). Jedem Einwohner steht eine Wohnfläche von 37,6 Quadratmetern zur Verfügung (Hamburg 36,5 Quadratmeter), die Wohnungen sind durchschnittlich 58,3 Quadratmeter groß (71,8 Quadratmeter). Der Anteil der sozialversicherungspflichtig Beschäftigten lag im Jahre 2006 mit 52,7 Prozent über dem Hamburger Durchschnitt von 47,3 Prozent. Die Arbeitslosenquote betrug im September desselben Jahres 8,5 Prozent und lag damit über der Quote von 7,8 Prozent in ganz Hamburg. Ein großer Teil der Arbeitslosen erhält Leistungen nach dem Sozialgesetzbuch II (Hartz IV), im Juni 2006 waren es im Gebiet des Wahlkreises 6,1 Prozent der Bevölkerung, in Hamburg durchschnittlich 5,7 Prozent. Von der Gesamtbevölkerung des Wahlkreises erhielt im September 2006 jeder Achte Hartz-IV-Leistungen (12 Prozent), was dem Durchschnitt von 11,9 Prozent in Hamburg entsprach.
Die Kriminalitätsrate liegt im Wahlkreis Barmbek – Uhlenhorst – Dulsberg unter dem Hamburger Durchschnitt. Die Zahl der gesamten Straftaten je 1000 Einwohner beträgt 118 (Hamburg 137 je 1000 Einwohner), die Zahl der Gewaltdelikte vier (Hamburg fünf) und die Zahl der Diebstähle 58 je 1000 Einwohner (Hamburg 63).

## Wahlen

### Bürgerschaftswahl 2020
Zur Bürgerschaftswahl traten im Wahlkreis Barmbek – Uhlenhorst – Dulsberg folgende Parteien, Wählergruppen und Einzelkandidaten mit Wahlkreisbewerbern an (Reihenfolge wie auf dem Stimmzettel):
- SPD (8 Kandidaten)
- CDU (10 Kandidaten)
- FDP (10 Kandidaten)
- Die Linke (4 Kandidaten)
- ödp (3 Kandidaten)
- GRÜNE (2 Kandidaten)
- AfD (2 Kandidaten)
- PIRATEN (1 Kandidat)
- FREIE WÄHLER (1 Kandidat)

92.341 Personen waren wahlberechtigt. Jeder Wähler hatte fünf Stimmen für die Landesliste und fünf Stimmen für die Wahlkreislisten. Diese fünf Stimmen konnten beliebig auf die Kandidaten (Wahlkreis und Landesliste) und Gesamtlisten (nur Landeslisten) der Parteien verteilt werden. Die Wahlbeteiligung betrug 64,2 Prozent. 1,0 Prozent der abgegebenen Stimmzettel für die Landesliste sowie 1,6 Prozent der Stimmzettel für die Wahlkreislisten waren ungültig. Für die Landeslisten wurden 290.357 gültige Stimmen abgegeben, für die Wahlkreislisten insgesamt 287.691.
Gewählte Abgeordnete:
- Sven Tode (SPD)
- Sarah Timmann (SPD)
- Stephan Gamm (CDU)
- Deniz Çelik (Die Linke)
- Alske Freter (GRÜNE)

| Partei       | Landesliste Parteistimmen in Prozent | Wahlkreisliste in Prozent | Landesliste Parteistimmen | Landesliste Listenstimmen | Landesliste Persönlichkeitsstimmen | Wahlkreisliste |
| ------------ | ------------------------------------ | ------------------------- | ------------------------- | ------------------------- | ---------------------------------- | -------------- |
| SPD          | 35,4                                 | 31,8                      | 102.731                   | 46.052                    | 55.134                             | 91.623         |
| CDU          | 8,6                                  | 13,9                      | 24.923                    | 15.256                    | 9.392                              | 31.600         |
| Die Linke    | 10,0                                 | 12,8                      | 28.978                    | 19.217                    | 9.531                              | 36.748         |
| FDP          | 4,7                                  | 6,2                       | 13.728                    | 8.307                     | 5.361                              | 17.711         |
| GRÜNE        | 29,7                                 | 29,7                      | 86.242                    | 53.394                    | 32.543                             | 85.489         |
| AfD          | 4,0                                  | 4,1                       | 12.611                    | 8.321                     | 3.295                              | 11.675         |
| ödp          | 0,8                                  | 2,0                       | 2.437                     | 1.935                     | 492                                | 5.653          |
| FREIE WÄHLER | 0,7                                  | 0,9                       | 2.065                     | 1.485                     | 575                                | 2.648          |
| PIRATEN      | 0,7                                  | 1,6                       | 1.952                     | 1.500                     | 437                                | 4.546          |

Auf die Landeslisten der Parteien ohne eigene Wahlkreislisten entfielen 5,4 Prozent der abgegebenen gültigen Stimmen.

### Bürgerschaftswahl 2015
Zur Bürgerschaftswahl traten im Wahlkreis Barmbek – Uhlenhorst – Dulsberg folgende Parteien, Wählergruppen und Einzelkandidaten mit Wahlkreisbewerbern an (Reihenfolge wie auf dem Stimmzettel):
- SPD (10 Kandidaten)
- CDU (10 Kandidaten)
- FDP (10 Kandidaten)
- Die Linke (9 Kandidaten)
- PIRATEN (4 Kandidaten)
- AfD (4 Kandidaten)
- Grüne (2 Kandidaten)
- NPD (1 Kandidat)

90.007 Personen waren wahlberechtigt. Jeder Wähler hatte fünf Stimmen für die Landesliste und fünf Stimmen für die Wahlkreislisten. Diese fünf Stimmen konnten beliebig auf die Kandidaten (Wahlkreis und Landesliste) und Gesamtlisten (nur Landeslisten) der Parteien verteilt werden. Die Wahlbeteiligung betrug 55,1 Prozent. 2,4 Prozent der abgegebenen Stimmzettel für die Landesliste sowie 2,8 Prozent der Stimmzettel für die Wahlkreislisten waren ungültig. Für die Landeslisten wurden 238.823 gültige Stimmen abgegeben, für die Wahlkreislisten insgesamt 237.582.
Gewählte Abgeordnete:
- Ksenija Bekeris (SPD)
- Sven Tode (SPD)
- Stephan Gamm (CDU)
- Deniz Çelik (Die Linke)
- Eva Gümbel (GRÜNE)

| Partei    | Landesliste Parteistimmen in Prozent | Wahlkreisliste in Prozent | Landesliste Parteistimmen | Landesliste Listenstimmen | Landesliste Persönlichkeitsstimmen | Wahlkreisliste |
| --------- | ------------------------------------ | ------------------------- | ------------------------- | ------------------------- | ---------------------------------- | -------------- |
| SPD       | 44,2                                 | 40,6                      | 105.628                   | 47.424                    | 58.204                             | 96.399         |
| CDU       | 13,9                                 | 16,6                      | 33.191                    | 19.560                    | 13.631                             | 39.477         |
| Die Linke | 9,8                                  | 11,1                      | 23.367                    | 15.281                    | 8.086                              | 26.437         |
| FDP       | 6,6                                  | 6,4                       | 15.835                    | 9.066                     | 6.769                              | 15.090         |
| GRÜNE     | 14,7                                 | 16,0                      | 35.209                    | 23.245                    | 11.964                             | 38.057         |
| AfD       | 5,3                                  | 5,5                       | 12.611                    | 9.338                     | 3.273                              | 12.995         |
| PIRATEN   | 2,2                                  | 3,5                       | 5.369                     | 4.256                     | 1.113                              | 8.280          |
| NPD       | 0,3                                  | 0,4                       | 621                       | 423                       | 198                                | 847            |

Auf die Landeslisten der Parteien ohne eigene Wahlkreislisten entfielen 3,0 Prozent der abgegebenen gültigen Stimmen.

### Bürgerschaftswahl 2011
Zur Bürgerschaftswahl traten im Wahlkreis Barmbek – Uhlenhorst – Dulsberg folgende Parteien, Wählergruppen und Einzelkandidaten mit Wahlkreisbewerbern an (Reihenfolge wie auf dem Stimmzettel):
- CDU (10 Kandidaten)
- SPD (10 Kandidaten)
- GRÜNE/GAL (10 Kandidaten)
- FDP (10 Kandidaten)
- Die Linke (5 Kandidaten)
- PIRATEN (3 Kandidaten)
- Hans-Dieter Neumann (1 Kandidat)
- NPD (1 Kandidat)

85.699 Personen waren wahlberechtigt. Jeder Wähler hatte fünf Stimmen für die Landesliste und fünf Stimmen für die Wahlkreislisten. Diese fünf Stimmen konnten beliebig auf die Kandidaten (Wahlkreis und Landesliste) und Gesamtlisten (nur Landeslisten) der Parteien verteilt werden. Die Wahlbeteiligung betrug 54,7 Prozent. 2,8 Prozent der abgegebenen Stimmzettel für die Landesliste sowie 3,7 Prozent der Stimmzettel für die Wahlkreislisten waren ungültig. Für die Landeslisten wurden 223.194 gültige Stimmen abgegeben, für die Wahlkreislisten insgesamt 218.186.
Gewählte Abgeordnete:
- Kai Voet van Vormizeele (CDU)
- Ksenija Bekeris (SPD)
- Sven Tode (SPD)
- Jan Ehlers (SPD)
- Eva Gümbel (GAL)

Jan Ehlers, der auch Alterspräsident der Hamburgischen Bürgerschaft in dieser Wahlperiode war, legte bereits im Mai 2011 sein Mandat nieder. Für ihn rückte Sylvia Wowretzko nach.
| Partei              | Landesliste Parteistimmen in Prozent | Wahlkreisliste in Prozent | Landesliste Parteistimmen | Landesliste Listenstimmen | Landesliste Persönlichkeitsstimmen | Wahlkreisliste |
| ------------------- | ------------------------------------ | ------------------------- | ------------------------- | ------------------------- | ---------------------------------- | -------------- |
| CDU                 | 17,8                                 | 18,3                      | 39.744                    | 22.476                    | 17.268                             | 39.920         |
| SPD                 | 48,8                                 | 45,4                      | 109.017                   | 54.794                    | 54.223                             | 99.140         |
| GAL                 | 14,4                                 | 17,7                      | 32.183                    | 20.089                    | 12.094                             | 38.693         |
| FDP                 | 5,6                                  | 5,5                       | 12.420                    | 7.024                     | 5.396                              | 11.951         |
| Die Linke           | 7,2                                  | 7,6                       | 15.996                    | 10.040                    | 5.956                              | 16.635         |
| PIRATEN             | 2,7                                  | 3,7                       | 5.987                     | 4.389                     | 1.598                              | 8.041          |
| Hans-Dieter Neumann | N/A                                  | 0,8                       | N/A                       | N/A                       | N/A                                | 1.787          |
| NPD                 | 0,7                                  | 0,9                       | 1.604                     | 1.049                     | 555                                | 2.019          |

Auf die Landeslisten der Parteien ohne eigene Wahlkreislisten entfielen 2,8 Prozent der abgegebenen gültigen Stimmen.

### Wahl der Bezirksversammlung 2011
Zur Wahl der Bezirksversammlung Hamburg-Nord traten im Wahlkreis Barmbek – Uhlenhorst – Dulsberg folgende Parteien, Wählergruppen und Einzelkandidaten mit Wahlkreisbewerbern an (Reihenfolge wie auf dem Stimmzettel):
- CDU (24 Kandidaten)
- SPD (24 Kandidaten)
- FDP (19 Kandidaten)
- GAL (11 Kandidaten)
- Die Linke (6 Kandidaten)
- NPD (1 Kandidat)

Zur Wahl der Bezirksversammlung waren auch Staatsangehörige der Mitgliedstaaten der Europäischen Union wahlberechtigt. Die Anzahl der Wahlberechtigten war mit 89.791 Personen deshalb größer als bei der Bürgerschaftswahl. Die Möglichkeit zur Verteilung der Stimmen auf Gesamtlisten und einzelne Bewerber entsprach dem der Wahl zur Bürgerschaft. Die Wahlbeteiligung betrug 52,3 Prozent. 3,6 Prozent der abgegebenen Stimmzettel für die Bezirksliste sowie 4,6 Prozent der Stimmzettel für die Wahlkreislisten waren ungültig. Für die Bezirkslisten wurden 223.318 gültige Stimmen abgegeben, für die Wahlkreislisten insgesamt 220.2980.
| Partei    | Bezirksliste Parteistimmen in Prozent | Wahlkreisliste in Prozent | Bezirksliste Parteistimmen | Bezirksliste Listenstimmen | Bezirksliste Persönlichkeitsstimmen | Wahlkreisliste |
| --------- | ------------------------------------- | ------------------------- | -------------------------- | -------------------------- | ----------------------------------- | -------------- |
| CDU       | 18,8                                  | 19,2                      | 41.987                     | 26.237                     | 15.750                              | 42.302         |
| SPD       | 45,0                                  | 45,3                      | 100.576                    | 67.897                     | 32.679                              | 99.762         |
| FDP       | 5,4                                   | 6,0                       | 11.970                     | 7.568                      | 4.402                               | 13.224         |
| GAL       | 17,5                                  | 19,5                      | 39.115                     | 26.786                     | 12.329                              | 43.002         |
| Die Linke | 7,9                                   | 8,9                       | 17.623                     | 11.491                     | 6.132                               | 19.614         |
| NPD       | 0,9                                   | 1,1                       | 2.014                      | 1.377                      | 637                                 | 2.394          |

Auf die Bezirkslisten der Parteien ohne eigene Wahlkreislisten entfielen 4,5 Prozent der abgegebenen gültigen Stimmen.

### Bürgerschaftswahl 2008
Zur Bürgerschaftswahl in Hamburg 2008 traten im Wahlkreis Barmbek – Uhlenhorst – Dulsberg sechs Parteien mit eigenen Wahlkreislisten und ein Einzelbewerber an. Insgesamt bewarben sich 41 Kandidaten um ein Mandat.
- CDU (10 Kandidaten)
- SPD (6 Kandidaten)
- GAL (4 Kandidaten)
- FDP (10 Kandidaten)
- Die Linke (8 Kandidaten)
- HeimatHamburg (2 Kandidaten)
- Torsten Wrage (Einzelbewerber)

84.201 Personen waren wahlberechtigt. Jeder Wähler hatte eine Stimme für die Landesliste und fünf Stimmen für die Wahlkreislisten. Diese fünf Stimmen konnten beliebig auf die Kandidaten und Gesamtlisten der Parteien verteilt werden. Die Wahlbeteiligung betrug bei der Landesliste 60,4 Prozent und bei den Wahlkreislisten 61,1 Prozent. 1,2 Prozent der abgegebenen Stimmzettel für die Landesliste sowie 2,9 Prozent der Stimmzettel für die Wahlkreislisten waren ungültig. Für die Landesliste wurden 50.267 gültige Stimmen abgegeben, für die Wahlkreislisten insgesamt 242.574.
Gewählte Abgeordnete:
- Kai Voet van Vormizeele (CDU)
- Jens Grapengeter (CDU)
- Ksenija Bekeris (SPD)
- Wilfried Buss (SPD)
- Eva Gümbel (GAL)

| Partei        | Landesliste in Prozent | Wahlkreisliste Parteistimmen in Prozent | Landesliste | Wahlkreisliste Parteistimmen | Wahlkreisliste Listenstimmen | Wahlkreisliste Persönlichkeitsstimmen |
| ------------- | ---------------------- | --------------------------------------- | ----------- | ---------------------------- | ---------------------------- | ------------------------------------- |
| CDU           | 37,7                   | 34,0                                    | 18.970      | 82.509                       | 53.575                       | 28.934                                |
| SPD           | 36,4                   | 33,7                                    | 18.318      | 81.690                       | 48.690                       | 33.000                                |
| GAL           | 11,3                   | 16,3                                    | 5.703       | 39.456                       | 21.405                       | 18.051                                |
| FDP           | 4,4                    | 6,1                                     | 2.220       | 14.753                       | 7.452                        | 7.301                                 |
| Die Linke     | 7,4                    | 8,7                                     | 3.730       | 21.122                       | 12.289                       | 8.833                                 |
| HeimatHamburg | 0,4                    | 0,9                                     | 194         | 2.126                        | 1.340                        | 786                                   |
| Torsten Wrage |                        | 0,4                                     |             | 918                          | 260                          | 658                                   |

Auf die Landeslisten der Parteien ohne eigene Wahlkreislisten entfielen 2,1 Prozent der abgegebenen gültigen Stimmen.

### Wahl der Bezirksversammlung 2008
Zur Wahl der Bezirksversammlung Hamburg-Nord traten im Wahlkreis Barmbek – Uhlenhorst – Dulsberg sechs Parteien mit eigenen Wahlkreislisten und insgesamt 65 Kandidaten an.
- CDU (22 Kandidaten)
- SPD (10 Kandidaten)
- GAL (5 Kandidaten)
- FDP (19 Kandidaten)
- Die Linke (7 Kandidaten)
- HeimatHamburg (2 Kandidaten)

Zur Wahl der Bezirksversammlung waren auch Staatsangehörige der Mitgliedstaaten der Europäischen Union wahlberechtigt. Die Anzahl der Wahlberechtigten war mit 88.202 Personen deshalb größer als bei der Bürgerschaftswahl. Jeder Wähler hatte eine Stimme für die Landesliste und fünf Stimmen für die Wahlkreislisten. Diese fünf Stimmen konnten beliebig auf die Kandidaten und Gesamtlisten der Parteien verteilt werden. Die Wahlbeteiligung bei den Wahlkreislisten betrug 58,5 Prozent. 3,2 Prozent der abgegebenen Stimmzettel für die Wahlkreislisten waren ungültig. Insgesamt wurden 244.781 gültige Stimmen abgegeben.
| Partei        | Sitze | Wahlkreisliste Parteistimmen in Prozent | Wahlkreisliste Parteistimmen | Wahlkreisliste Listenstimmen | Wahlkreisliste Persönlichkeitsstimmen |
| ------------- | ----- | --------------------------------------- | ---------------------------- | ---------------------------- | ------------------------------------- |
| CDU           | 4     | 33,6                                    | 82.307                       | 53.147                       | 29.160                                |
| SPD           | 4     | 33,0                                    | 80.851                       | 48.516                       | 32.335                                |
| GAL           | 2     | 17,6                                    | 43.063                       | 26.777                       | 16.286                                |
| FDP           | 1     | 6,0                                     | 14.580                       | 7.447                        | 7.133                                 |
| Die Linke     | 1     | 8,8                                     | 21.529                       | 12.721                       | 8.808                                 |
| HeimatHamburg | 0     | 1,0                                     | 2.451                        | 1.530                        | 921                                   |

### Bürgerschaftswahlen 1966–2015
Die Bürgerschaftswahlen waren bis einschließlich 2004 reine Listenwahlen ohne Wahlkreise. Dargestellt werden deshalb im Zeitraum von 1966 bis 2004 (6.–18. Wahlperiode) die zusammengefassten Wahlergebnisse der Stadtteile im Wahlkreis. Für die Jahre ab 2008 (ab 19. Wahlperiode) ist das Ergebnis der Landesliste, das für die Mehrheitsverhältnisse in der Bürgerschaft entscheidend ist, angegeben. Es werden nur die Parteien aufgeführt, die im dargestellten Zeitraum in mindestens einem Stadtteil des Wahlkreises einmal mehr als fünf Prozent der abgegebenen gültigen Wählerstimmen auf sich vereinen konnten. In der Summe kann das Ergebnis einer Wahl deshalb kleiner 100 Prozent sein. Alle Ergebnisse sind in Prozent angegeben.
| Partei             | 1966 | 1970 | 1974 | 1978 | 6/1982 | 12/1982 | 1986 | 1987 | 1991 | 1993 | 1997 | 2001 | 2004 | 2008 | 2011 | 2015 | 2020 |
| ------------------ | ---- | ---- | ---- | ---- | ------ | ------- | ---- | ---- | ---- | ---- | ---- | ---- | ---- | ---- | ---- | ---- | ---- |
| SPD                | 58,9 | 57,1 | 46,7 | 53,7 | 45,8   | 53,8    | 43,9 | 48,9 | 51,6 | 43,5 | 38,2 | 41,3 | 33,1 | 36,4 | 48,8 | 44,2 | 35,4 |
| Grüne              |      |      |      |      | 9,7    | 8,5     | 13,4 | 9,5  | 10,2 | 17,6 | 19,1 | 12,1 | 16,6 | 11,3 | 14,4 | 14,7 | 29,7 |
| Die Linke          |      |      |      |      |        |         |      |      |      |      |      |      |      | 7,4  | 7,2  | 9,8  | 10,0 |
| CDU                | 29,7 | 31,5 | 38,7 | 34,2 | 38,1   | 34,4    | 36,9 | 34,5 | 29,0 | 20,4 | 25,3 | 22,6 | 41,4 | 37,7 | 17,8 | 13,9 | 8,6  |
| FDP                | 7,1  | 6,5  | 10,8 | 4,9  | 4,6    | 2,4     | 4,6  | 5,9  | 4,9  | 4,0  | 3,5  | 5,5  | 2,8  | 4,4  | 5,6  | 6,6  | 4,7  |
| AfD                |      |      |      |      |        |         |      |      |      |      |      |      |      |      |      | 5,3  | 4,0  |
| DVU                |      |      |      |      |        |         |      |      |      | 2,3  | 4,2  | 0,6  |      | 0,7  |      |      |      |
| Pro DM/Schill      |      |      |      |      |        |         |      |      |      |      |      | 0,2  | 2,3  |      |      |      |      |
| Schill/Offensive D |      |      |      |      |        |         |      |      |      |      |      | 14,0 | 0,2  |      |      |      |      |
| STATT              |      |      |      |      |        |         |      |      |      | 5,1  | 3,5  | 0,5  |      |      |      |      |      |
| REP                |      |      |      |      |        |         |      |      | 1,0  | 3,6  | 1,2  | 0,0  |      |      |      |      |      |
| Bunte Liste        |      |      |      | 4,3  |        |         |      |      |      |      |      |      |      |      |      |      |      |

## Belege
Strukturdaten
- Wahlkreis Barmbek – Uhlenhorst – Dulsberg. In: Statistisches Amt für Hamburg und Schleswig-Holstein (Hrsg.): Wahl zur hamburgischen Bürgerschaft 2008, Strukturdaten der Wahlkreise. (statistik-nord.de [PDF; 68 kB]).

Wahlen
- Statistisches Amt für Hamburg und Schleswig-Holstein: Bürgerschaftswahl. In: Wahldatenbank seit 1965. Abgerufen am 1. Januar 2008.
- Wahlkreis 9 Barmbek – Uhlenhorst – Dulsberg. Landeslisten-Stimmen im Vergleich zur Bürgerschaftswahl 2004. In: Statistisches Amt für Hamburg und Schleswig-Holstein (Hrsg.): Endgültiges Ergebnis der Bürgerschaftswahl Hamburg 2008. 6. März 2008 (statistik-nord.de [PDF; 5 kB]).
- Wahlkreis 09 Barmbek – Uhlenhorst – Dulsberg. Parteistimmen. In: Statistisches Amt für Hamburg und Schleswig-Holstein (Hrsg.): Endgültiges Ergebnis der Bürgerschaftswahl Hamburg 2008. 6. März 2008 (statistik-nord.de [PDF; 9 kB]).
- Wahlkreis 9 Barmbek - Uhlenhorst - Dulsberg. Parteistimmen. In: Statistisches Amt für Hamburg und Schleswig-Holstein (Hrsg.): Endgültiges Ergebnis der Bezirksversammlungswahl 2008. (statistik-nord.de [PDF; 39 kB]).
- Wahl zur Bürgerschaft und die Wahlen zu den Bezirksversammlungen am 24. Februar 2008. In: Justizbehörde der Freien und Hansestadt Hamburg (Hrsg.): Amtlicher Anzeiger. Teil II des Hamburgischen Gesetz- und Verordnungsblattes. Bekanntmachungen. Nr. 21, 14. März 2008, S. 658–659, 670–671 (hamburg.de [PDF; 200 kB]).
- Wahl zur Bürgerschaft und die Wahl zu den Bezirksversammlungen am 24. Februar 2008. In: Justizbehörde der Freien und Hansestadt Hamburg (Hrsg.): Amtlicher Anzeiger. Teil II des Hamburgischen Gesetz- und Verordnungsblattes. Bekanntmachungen. Nr. 22, 18. März 2008, S. 699, 701 (hamburg.de [PDF; 296 kB]).

Einzelnachweise und Anmerkungen
1. 1 2  Anlage zu § 18 Absatz 8. In: Gesetz über die Wahl zur hamburgischen Bürgerschaft. 28. Juli 2007, abgerufen am 18. Februar 2016.
2. 1 2 3 4 5 6  Parteistimmen sind die Summe der Listenstimmen und Persönlichkeitsstimmen. Listenstimmen wurden für die Wahlkreisliste einer Partei abgegeben. Persönlichkeitsstimmen wurden für einzelne Kandidaten abgegeben. Jeder Wähler hatte fünf Stimmen, die beliebig verteilt werden konnten.
3. 1 2  Zulassung der Wahlvorschläge für die Wahl zur Bürgerschaft und die Wahl zu den Bezirksversammlungen am 24. Februar 2008. In: Justizbehörde der Freien und Hansestadt Hamburg (Hrsg.): Amtlicher Anzeiger. Teil II des Hamburgischen Gesetz- und Verordnungsblattes. Nr. 10, 5. Februar 2008, S. 2, 4, 29–31, 89–91 (hamburg.de [PDF; 1,6 MB]).
4. ↑  § 4. In: Gesetz über die Wahl zu den Bezirksversammlungen. 5. Juli 2004, abgerufen am 18. Februar 2016.